# 施塔特湖 (默爾恩)
53°37′52″N 10°41′17″E / 53.6312°N 10.6881°E

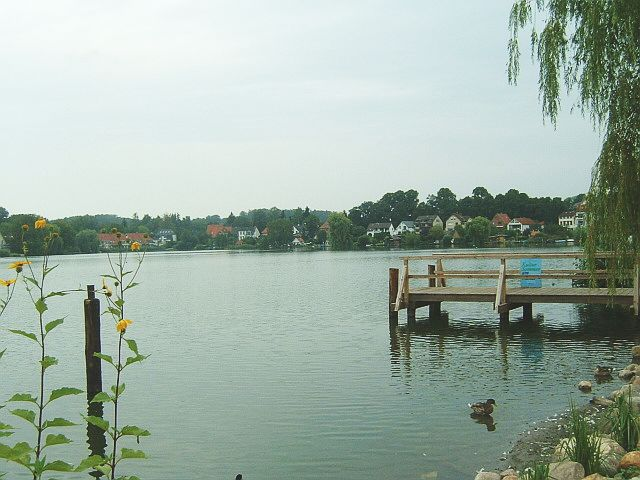

施塔特湖（德語：Stadtsee），是德國的湖泊，位於該國北部石勒蘇益格-荷爾斯泰因州，由勞恩堡縣負責管轄，面積0.14平方公里，平均水深4.4米，最大水深6.4米，水體容量61萬立方米，湖岸線長度1.8公里。